# Stefan VI
Stefan VI lub Stefan VII (łac. Stephanus VI ur. w Rzymie, zm. w sierpniu 897) – papież w okresie od maja 896 do sierpnia 897.

## Życiorys
Był synem kapłana, a papież Formozus powierzył mu biskupstwo Anagni. Z początku był przychylny cesarzowi Arnulfowi z Karyntii, potem jednak został członkiem stronnictwa Spoletan i nigdy nie wybaczył Formozusowi, że zwrócił się przeciwko nim. Śmierć Formozusa nie nasyciła gniewnego Stefana VI, więc po dziewięciu miesiącach chcąc pozbawić czci swojego poprzednika zwołał tzw. Synod trupi.
Formozus, który od dziewięciu miesięcy już nie żył, został wykopany, ubrany w papieskie szaty i poddany procesowi. Odcięto mu trzy palce, używane do udzielania błogosławieństw, a ciało wrzucono do rzeki. Choć proces miał charakter polityczny, jego konsekwencje miały również wymiar religijny, bowiem synod unieważnił wszystkie decyzje papieża Formozusa.
Synod wywołał skandal, który doprowadził do oburzenia ludu rzymskiego i zwolenników Formozusa, przeświadczonych o cudach zdziałanych przez jego sprofanowane zwłoki. Wkrótce potem zdjęli oni Stefana VI z urzędu i wtrącili do więzienia, gdzie papież został niebawem uduszony.